# Третейський суд
Трете́йський суд — недержавний незалежний орган, що утворюється за угодою або відповідним рішенням зацікавлених фізичних та/або юридичних осіб у порядку, встановленому Законом України «Про третейські суди» для вирішення спорів, що виникають із цивільних та господарських правовідносин.
Суть третейського судочинства полягає у тому, що сторони довіряють вирішення спору та ухвалення рішення третій особі, а не уповноваженому державою органу. В цьому істотна відмінність третейського судочинства від інших форм захисту прав та інтересів — цивільного та господарського судочинства, які здійснюються виключно судами загальної юрисдикції.
Відповідно до положень ст. 125 Конституції України третейські суди не входять до системи судів загальної юрисдикції, а отже, не є органами правосуддя.
Третейський розгляд спорів сторін у сфері цивільних і господарських правовідносин — це вид недержавної юрисдикційної діяльності, яку третейські суди здійснюють на підставі законів України шляхом застосування, зокрема, методів арбітрування. Здійснення третейськими судами функції захисту прав та інтересів є здійсненням ними не правосуддя, а третейського розгляду спорів сторін у цивільних і господарських правовідносинах у межах права, визначеного Конституцією України.
Хоча третейські суди і не входять до складу судової системи України, рішення третейського суду мають юридичну силу і можуть виконуватися органами державної виконавчої служби у порядку, встановленому для рішень судів загальної юрисдикції.
До третейського суду за угодою сторін може бути переданий будь-який спір, що виникає з цивільних та господарських правовідносин, крім випадків, передбачених законом. Якщо чинним міжнародним договором, згода на обов'язковість якого надана Верховною Радою України, встановлений інший порядок організації, діяльності та вирішення спорів третейським судом, ніж той, що передбачено законом про третейські суди, то застосовуються норми міжнародного договору. Дія Закону України «Про третейські суди» не поширюється на міжнародний комерційний арбітраж.
Третейське судочинство є демократичним альтернативним способом захисту майнових і немайнових прав та охоронюваних законом інтересів фізичних та юридичних осіб та вирішення конфліктів, що виникають між суб'єктами правовідносин, яке ґрунтується на приватному волевиявленні осіб та здійснюється без втручання держави.

## Пов'язанні поняття
Третейський суддя — фізична особа, призначена чи обрана сторонами у погодженому сторонами порядку або призначена чи обрана відповідно до Закону «Про третейські суди» для вирішення спорів у третейському суді.
Третейський розгляд — процес вирішення спору і ухвалення рішення третейським судом.
Третейська угода — угода сторін про передачу спору на вирішення третейським судом.
Регламент постійно діючого третейського суду — документ, яким визначаються порядок та правила вирішення спорів у третейському суді, правила звернення до третейського суду, порядок формування складу третейського суду, інші питання, пов'язані з вирішенням спорів третейським судом.
Сторони третейського розгляду — це позивач та відповідач. Позивачами є фізичні та юридичні особи, що пред'явили позов про захист своїх порушених чи оспорюваних прав або охоронюваних законом інтересів. Відповідачами є фізичні та юридичні особи, яким пред'явлено позовні вимоги.
Завдання третейського суду є захист майнових і немайнових прав та охоронюваних законом інтересів фізичних чи юридичних осіб шляхом всебічного розгляду та вирішення спорів відповідно до закону.
Місцезнаходженням постійно діючого третейського суду є місцезнаходження його засновника, що не обмежує засновника третейського суду в праві визначати розташування третейських суддів за адміністративно-територіальним принципом.

## Переваги третейського суду
Третейське судочинство порівняно із захистом прав у державних судах має певні переваги:
- оперативність та простота вирішення спорів порівняно з судочинством у судах загальної юрисдикції, оскільки третейські суди під час вирішення спорів не повинні дотримуватись норм процесуального законодавства України;
- демократичність переносу розгляду спорів — можливість самостійного вибору сторонами компетентних арбітрів для вирішення спору з урахуванням його специфіки, це можуть бути галузеві фахівці, не обов'язково юристи;
- у сторін є можливість вільно призначати чи обирати третейський суд та третейських суддів;
- конфіденційність третейського судочинства, що сприяє збереженню комерційної таємниці та підвищенню довіри до третейського суду;
- можливість застосування державного примусу при виконанні рішення третейського суду у випадку відмови сторони від його добровільного виконання.

## Принципи організації і діяльності третейського суду
Третейський суд утворюється та діє на принципах:
- законності;
- незалежності третейських суддів та підкорення їх тільки законові;
- рівності всіх учасників третейського розгляду перед законом і третейським судом;
- змагальності сторін, свободи в наданні ними третейському суду своїх доказів і у доведенні перед судом їх переконливості;
- обов'язковості для сторін рішень третейського суду;
- добровільності утворення третейського суду;
- добровільної згоди третейських суддів на їхнє призначення чи обрання у конкретній справі;
- арбітрування;
- самоврядування третейських суддів;
- всебічності, повноти та об'єктивності вирішення спорів;
- сприяння сторонам у досягненні ними мирової угоди на будь-якій стадії третейського розгляду.

## Види третейських судів
В Україні можуть утворюватися та діяти два види судів (ст. 7 Закону України «Про третейські суди»):
- постійно діючі третейські суди;
- третейські суди для вирішення конкретного спору (суди ad hoc).

Постійно діючі третейські суди та третейські суди для вирішення конкретного спору утворюються без статусу юридичної особи.
Постійно діючий третейський суд очолює голова третейського суду, порядок обрання якого визначається Положенням про постійно діючий третейський суд. Постійно діючі третейські суди не можуть утворюватися та діяти при органах державної влади та органах місцевого самоврядування.

## Порядок утворення третейських судів

### Постійно діючі суди
Постійно діючі третейські суди можуть утворюватися та діяти при зареєстрованих згідно з чинним законодавством України:
- всеукраїнських громадських організаціях;
- всеукраїнських організаціях роботодавців;
- фондових і товарних біржах, саморегулівних організаціях професійних учасників ринку цінних паперів;
- торгово-промислових палатах;
- всеукраїнських асоціаціях кредитних спілок, Центральній спілці споживчих товариств України;
- об'єднаннях, асоціаціях суб'єктів підприємницької діяльності — юридичних осіб, у тому числі банків.

Утворення постійно діючого третейського суду компетентним органом суб'єктів, визначених законом, вимагає:
1. ухвалення рішення про утворення постійно діючого третейського суду;
2. затвердження Положення про постійно діючий третейський суд;
3. затвердження регламенту третейського суду;
4. затвердження списку третейських суддів.

Списки третейських суддів постійно діючих третейських судів повинні містити такі відомості про третейських суддів: дата народження, освіта, отримана спеціальність, останнє місце роботи, загальний трудовий стаж, стаж роботи за спеціальністю.

### Суди для вирішення конкретного спору
Порядок утворення третейського суду для вирішення конкретного спору (ad hoc) визначається третейською угодою, умови якої не можуть суперечити положенням Закону України «Про третейські суди».
Складається з непарної кількості осіб, якщо суддя 1, то повинен мати вищу юридичну освіту, якщо 3 і більше — юридична освіта не обов'язкова.
Справи в третейському суді розглядаються колегіально шляхом проведення засідання. Проводиться засідання відповідно до процесуального закону та положення про третейський суд. Засідання протоколюється секретарем. Протокол підписується секретарем і усіма суддями та головуючим. За результатами розгляду справи суд приймає рішення. Рішення третейського суду є обов'язковим до виконання сторонами, які подали документи на його розгляд.

## Третейські суди і валютні кредити
21 жовтня 2015 року Верховний Суд України ухвалив рішення щодо неможливості вирішення суперечок валютних позичальників і банків у третейському суді. Такі суперечки не відносяться до суперечок приватного характеру між приватними особами, тому вони не можуть розглядатися третейськими судами.